# Джорджо Ді Чента
Джорджо Ді Чента (італ. Giorgio Di Centa; нар. 7 жовтня 1972) — італійський лижник, дворазовий олімпійський чемпіон.
Джорджо Ді Чента народився у родині лижників. Його старша сестра Мануела Ді Чента теж дворазова олімпійська чемпіонка. У віці 16 років Джорджо став членом молодіжної італійської команди, а з 1995 увійшов до національної команди Італії з лижних перегонів. Найуспішнішою для нього була Туринська олімпіада, на якій він отримав дві золоті медалі, перемігши на найпрестижнішій дистанції 50 км, та в естафеті. Золоту медаль за перемогу в гонці на 50 км йому вручала сестра Мануела.
На Олімпіаді 2010 у Ванкувері Ді Чента був прапороносцем італійської команди.